# Quantanthura remipes
Quantanthura remipes is een pissebed uit de familie Anthuridae. De wetenschappelijke naam van de soort is voor het eerst geldig gepubliceerd in 1914 door Thomas Theodore Barnard.